# Route nationale 443
Die Route nationale 443, kurz N 443 oder RN 443, war eine französische Nationalstraße, die in zwei Teilen von 1933 bis 1973 von Montargis nach Brienne-le-Château verlief. Ihre Gesamtlänge betrug 144 Kilometer. Sie stellt eine Alternative zur N60 dar, zu der sie an beiden Enden Anschluss hat. 1949 übernahm sie von der N5bis den Abschnitt zwischen Joigny und Avrolles ein Teilabschnitt der Zweiteilung der Straße. Dadurch wuchs die Gesamtlänge auf 166 Kilometer.